# プリズンホテル
『プリズンホテル』は、浅田次郎による小説のシリーズ、およびそれを原作とするテレビドラマ、Vシネマ、漫画作品。1993年から1997年にかけ全4巻が徳間書店より刊行された。

## 概要
ヤクザが経営するリゾートホテルを舞台に、主人公の作家や従業員、宿泊客らの織りなす人間模様を描く。
1993年に第1巻『プリズンホテル・夏』、1994年に第2巻『プリズンホテル・秋』、1995年に第3巻『プリズンホテル・冬』、1997年に第4巻『プリズンホテル・春』がそれぞれ刊行された。2017年8月時点でシリーズ累計発行部数は200万部を突破している。
テレビドラマ版は1993年と1995年にTBS系列で単発ドラマとして2作放送された後、1999年にはテレビ朝日系列で、2017年にはBSジャパンにて連続ドラマ化されている。

## 主な登場人物

### 木戸孝之介と同伴者など
木戸 孝之介
主人公。章によっては狂言回しとなり、この物語は孝之介を「僕」とした一人称と三人称の両方で語られる。
極道小説『仁義の黄昏』で売れっ子となった小説家。文化人ではあるが、幼いころ、母親が自分と父の元から去ってしまったことがトラウマになっており、その時から精神年齢の成長が止まってしまっている。この物語は群像劇であるが、シリーズ全体においては彼の成長がテーマとなっている。
前述の通り子供がそのまま大人になったような人物で、性格は破綻しており（本人曰く「偏屈」）、自己中心的でプライドが高く、愛情を憎まれ口や暴力でしか表現できない。富江や清子には日常的にDVまがいの暴力を振るい、同業者や編集者にもしばしば襲い掛かる。反面、人が見ていない場では優しい面を覗かせ、女性の涙に弱い。
木戸 富江
孝之介の継母。
孝之介には事あるごとに「グズでノロマでブス」と罵られ暴力を振るわれるが、それをものともせず母としての勤めを尽くす人格者。
また孝之介も本心ではかなり富江に依存している。
田村 清子
孝之介から月々20万円の手当てを受け取り、彼の秘書的（もしくは奴隷的）役割を担っている女性。元々はヤクザの妻。
100人の男が見て100人の男が振り返るぐらいの美女であるが、かなり抜けている性格であり、孝之介の憎まれ口にも傷つく様子もなく、的外れな反応をすることが多い。
日常的に受ける暴力に対しても終始無抵抗であり、一見、立場上逆らえないだけであるかような印象を与えるが、孝之介が投げた手桶に自ら当たりに行く描写があるなど、実際は力加減の分からない子供をあやしている感覚に近いと思われる。孝之介の屈折した愛情にも気づいており、家庭を支えてくれていることに感謝している。
娘の他に、寝たきりの母がいる。
田村 美加
清子と元夫の正男との間に産まれた一人娘で、6歳。
年齢の割にかなりしっかりしており、家事や掃除、料理・炊事などをこなす他、言動も筋が通っている。また、大人が鑑賞するような芸術にも興味を抱く。
『秋』では顔のない父親の絵を描くなど、孝之介との間には隔たりが存在していたが、次第に心を通い合わせ、『春』で再登場した時には清子と同じように孝之介の性格を達観している。

### 奥湯元あじさいホテルの人々
木戸 仲蔵
オーナー。
関東桜会木戸組の初代組長であり、「桜会五人衆」の筆頭。業界では名の通った侠客であり、総会屋の大立者として政財界にも知られている。
絵に描いたような仁義と任侠の男であり、物腰や趣味はヤクザだが、社会の理不尽を憂う気持ちと他人への思いやりに溢れ、銃を持った人間に無防備で説得に向かえる度胸を持つ大人物である。しかし会話・言動の所々に庶民的で小心的な親しみやすい面が垣間見えることが多々ある。
孝之介の実の叔父かつ1人だけの身内であるが、ヤクザということと、兄の暴力から義姉を救うために駆け落ちを手引きしたことにより、彼からは嫌われていた。
花沢 一馬
支配人。
熱血ホテルマンであり、自他共に認める誠実で実直な男。常に客の立場でものを考え、客が心に抱える悩みにまで耳を傾ける。カタギではあるが、他人のために自らを犠牲にできる覚悟があり、仲蔵からは「俺のメガネどおりの男」「おめえは人を幸せにする」と評される。
元々は大手「クラウンホテル」のホテルマン。客のことを第一に考えるあまりホテルの利益主義と反する事件をいくつも起こし、不遇を受け続けていた矢先、仲蔵により奥湯元あじさいホテルに引き抜かれる。
黒田 旭
副支配人（番頭）。
木戸組若頭。巨顔、巨体、筋骨隆々の典型的なヤクザだが、従業員の例に漏れず善人。
ヤクザがホテルを経営することによるズレを代表するような人物で、花沢とは度々コントのような会話を展開する。
孝之介の母と駆け落ちした張本人。責任を感じているが、後ろめたい態度を常に表に出しているわけではなく、孝之介の子供っぽくあしらい易い性格も把握している節がある。
梶 平太郎
板長。
唯一、仲蔵がオーナーになる前からこのホテルに務める人物。
職人気質で、料理の腕は一級品。最初はメニューに服部のフランス料理が加えられることを渋っていたが、やがて彼の実力を認めていき、師弟のような関係を築いていく。
服部 正彦
シェフ。
30歳の若さで「クラウンホテル」の料理長を務め、多くの著作やグルメ番組で有名となった天才。
花沢支配人と共にクラウンホテルから引き抜かれるが、その際に赤痢の集団食中毒をでっち上げられた。
誠実だがミーハーな面もあるようで、『夏』では心霊に『冬』では登山に熱を上げている。
花沢 繁
ボーイ。
一馬の一人息子。暴走族「西荒川連合」のアタマでバリバリのヤンキーだったが、バイクの趣味で通じた黒田によって更生させられる。口癖は「ダッセーよなー」。
ホテルで働くうちに父親の仕事ぶりに尊敬の念を抱くようになり、ホテルマンの仕事にもやりがいを感じ始める。
アニタとゴンザレス
出稼ぎにきた外国人労働者。日本語も達者で、従業員たちの人間性までしっかり理解しており、客を励ます優しさも持つ。
日本人と同じだけの給料を払ってくれる仲蔵に感謝し、侍と称している。
常
バーテン。
ホテル内のカラオケバー「しがらみ」を任されている。かつて広島代理戦争で3人を殺めた業界の有名人であり、別名「鉄砲常」。
黒田 千恵子
女将。
旭の妻で孝之介の実母。孝之介には負い目を感じている。

## 書籍情報
- 徳間書店
  - プリズンホテル：ISBN 978-4-19-125083-3（1993年2月発行）
  - プリズンホテル 秋：ISBN 978-4-19-860148-5（1994年8月発行）
  - プリズンホテル 冬：ISBN 978-4-19-860349-6（1995年9月発行）
  - プリズンホテル 春：ISBN 978-4-19-860630-5（1997年1月発行）

- 集英社文庫
  - プリズンホテル 1 夏：ISBN 978-4-08-747329-2（2001年6月発行）
  - プリズンホテル 2 秋：ISBN 978-4-08-747339-1（2001年7月発行）
  - プリズンホテル 3 冬：ISBN 978-4-08-747358-2（2001年9月発行）
  - プリズンホテル 4 春：ISBN 978-4-08-747378-0（2001年11月発行）

## オーディオブック
朗読は全巻、三好翼が担当。CD媒体のみではなく、オーディオブック配信サービスでも取り扱いがある。
- ことのは出版
  - プリズンホテル 1 夏：ISBN 978-4-86-421723-1（2017年6月発行、CD7枚組）
  - プリズンホテル 2 秋：ISBN 978-4-82-170071-4（2017年12月発行、CD9枚組）
  - プリズンホテル 3 冬：ISBN 978-4-82-170088-2（2018年5月発行、CD6枚組）
  - プリズンホテル 4 春：ISBN 978-4-82-170109-4（2019年2月発行、CD8枚組）

## テレビドラマ

### TBS版
月曜ドラマスペシャル枠で『プリズンホテル 暴力団御用達 奥久慈ホテル2泊3日・ドリームツアー』のタイトルで1993年12月6日に放送された。『暴力団御用達プリズンホテル』の名前でVHSソフト化され販売されていた。
1年半後の1995年4月3日に同じく月曜ドラマスペシャルで『プリズンホテル2』が放送された。
不祥事を起こして失業し、木戸仲蔵に「プリズンホテル」へ呼び寄せられた古谷演じる元ホテルマンが主人公であるなど、原作とは異なった作品となっている。

#### 共通
- 古谷一行
- 中田喜子
- 綿引勝彦
- 清水由貴子
- 芦田伸介

#### 1話
- 利重剛、矢崎滋、小松方正、結城美栄子、ルビー・モレノ、深水三章、猪又太一

#### 2話
- 木場勝己、鶴田忍、石野陽子、李麗仙、小鹿番、小野武彦、遠山俊也、山下容莉枝、斉木しげる、青柿ひろし、

### テレビ朝日版
1999年4月17日から6月19日まで、テレビ朝日系列『サタデードラマ』枠で放送された。全10話。
主人公の木戸孝之介が女性に変更されている。一方、木戸孝之介の恋人かつ秘書の田村清子は男性に変わり、名前も「田村清次」に変更されている。

#### キャスト（テレビ朝日）
- 木戸孝之介：松本明子
- 木戸仲蔵：武田鉄矢
- 木戸富江：大島蓉子
- 田村清次：井ノ原快彦 (20th Century)
- 須藤幸枝：小野麻亜矢
- 萩原みどり：青田典子
- 大曽根勉：桜金造
- 黒田千恵子：銀粉蝶
- 黒田旭：大杉漣
- 梶平太郎：河原さぶ
- 花沢繁：徳山秀典
- 花沢一馬：北村総一朗
- 岩井：藤井尚之
- バーテン・常：でんでん
- 安：野添義弘
- 玄：前原一輝

#### ゲスト出演者
- 村松利史（第1話）
- サード長嶋（第1話）
- 保積ぺぺ（第2話）
- 川俣しのぶ（第2話）
- 徳井優（第7話）
- 小木茂光（第9話）
- 酒井敏也（第9話）
- 石井洋祐（第9話）
- 白竜（第9・10話）
- モロ師岡
- 勝部演之
- 草村礼子
- 岸本宏志
- 温水洋一
- 逸見太郎
- 広瀬仁美

#### 主題歌
- 松本明子「ステラ」
- 挿入歌 - 海援隊「エレジー」

#### スタッフ
- 脚本：成田はじめ、加藤学生
- 演出：堤幸彦、今関あきよし、鬼頭理三
- プロデューサー：五十嵐文郎、高橋勝、上村達也
- 音楽：増本直樹
- 制作協力：CUC
- 制作著作：テレビ朝日
- 企画:柴田幹雄

#### サブタイトル
| 各話                                                     | 放送日        | サブタイトル                               | 脚本                | 監督         | 視聴率 |
| -------------------------------------------------------- | ------------- | ------------------------------------------ | ------------------- | ------------ | ------ |
| 第1回                                                    | 1999年4月17日 | 極道温泉ヤクザだョ全員集合!?               | 成田はじめ          | 堤幸彦       | 5.4%   |
| 第2回                                                    | 1999年4月24日 | 何でもアリ!?極道温泉、ヤクザ大暴れ         | 成田はじめ          | 堤幸彦       | 4.5%   |
| 第3回                                                    | 1999年5月1日  | 今夜衝撃!!母娘涙の再会…実の母は極妻だった  | 成田はじめ          | 堤幸彦       | 6.1%   |
| 第4回                                                    | 1999年5月8日  | 今夜も衝撃!踊る大宴会!?浴衣婦警が乱れ舞い  | 加藤学生            | 今関あきよし | 4.1%   |
| 第5回                                                    | 1999年5月15日 | 今夜もハチャメチャ面白いそして…泣けます!!  | 加藤学生            | 今関あきよし | 4.3%   |
| 第6回                                                    | 1999年5月22日 | 今夜抱腹絶倒!?見ていろ!!これが俺の死に様だ | 成田はじめ          | 鬼頭理三     | 3.4%   |
| 第7回                                                    | 1999年5月29日 | 笑うか泣くか!?ママ母vs極妻の母、涙の対決…  | 成田はじめ          | 鬼頭理三     | 3.3%   |
| 第8回                                                    | 1999年6月5日  | 今夜衝撃&爆笑!?実母失踪25年目の真実!!      | 加藤学生            | 堤幸彦       | 4.4%   |
| 第9回                                                    | 1999年6月12日 | 今夜奇跡が…2泊3日温泉の旅に感動の結末!!    | 成田はじめ 加藤学生 | 堤幸彦       | 3.5%   |
| 最終回                                                   | 1999年6月19日 | 今夜すべての謎が明らかに!!仲蔵最後の一言   | 成田はじめ          | 堤幸彦       | 4.3%   |
| 平均視聴率4.3%（視聴率は関東地区・ビデオリサーチ社調べ） |               |                                            |                     |              |        |

| テレビ朝日 土曜20時台                | テレビ朝日 土曜20時台                     | テレビ朝日 土曜20時台 |
| 前番組                               | 番組名                                    | 次番組                |
| ------------------------------------ | ----------------------------------------- | --------------------- |
| 暴れん坊将軍第九部 ※木曜19時台に移動 | プリズンホテル 【ここからサタデードラマ】 | 笑ゥせぇるすまん      |

### BSジャパン版
2017年10月7日から12月16日まで、テレビ東京系列のBS放送局・BSジャパンで同年同月より新設される連続テレビドラマ枠『連続ドラマJ』（土曜 21:00 - 21:54）の第1弾として『浅田次郎 プリズンホテル』のタイトルで放送。

#### キャスト（BSジャパン）
- 花沢一馬（支配人） - 田中直樹（ココリコ）
- 新井拓也（フロントマン） - 矢野聖人
- 花沢シゲル（花沢の娘） - 北香那
- 鉄砲常（バーテンダー） - 森下能幸
- フランケン安吉（バー スタッフ） - 長江英和
- 梶平太郎（板長） - 武田幸三
- 服部正彦（料理長） - 永岡佑
- ゴンザレス（番頭） - 望月ムサシ
- ロドリゲス（番頭） - 副島淳
- アニタ（仲居） - ジョアニ・エロア
- みい子（仲居） - かなで
- ローザ（仲居） - ユリコタイガー
- 寅二（番頭） - 谷充義
- 舎弟A - 河西祐樹
- 舎弟B - 石原直哉
- 蛭田（番頭） - 坪谷隆寛
- 黒田旭（副支配人） - 菅田俊
- 木戸仲蔵（オーナー） - 柄本明

#### ゲスト

##### 第1話
- 木戸孝之介（人気小説家） - 吹越満（第9話）
- 田村清子（孝之介の内縁の妻） - 佐藤江梨子
- 矢野政男（清子の元夫） - 豊原功輔
- 田村美加（清子の娘） - 稲垣来泉
- 釣り客 - 岡けんじ

##### 第2話
- 真野みすず（大物演歌歌手） - かたせ梨乃
- 林章太郎（音楽プロデューサー兼マネージャー） - 三上市朗
- 藤沢ゆりな（人気アイドルグループOKgirls 元センター） - 増田有華
- 極道 - 森里一大
- 中松俊哉

##### 第3話
- 小田島仙次（小田島家の父） - 河相我聞
- 小田島八重子（小田島家の母） - 菜葉菜
- 小田島陽菜 - 鎌田英怜奈
- 小田島春斗 - 田坂湊
- 新井の祖父（守護霊） - 菅登未男

##### 第4話
- 藤野涼太（振り込め詐欺グループメンバー） - 水間ロン
- 北大路大介（振り込め詐欺グループメンバー） - 阿部亮平
- 星野一平（振り込め詐欺グループメンバー） - 牧田哲也
- 老人 - 五頭岳夫、池端幸三
- レポーター - 向衣琴

##### 第5話・第6話
- 渡辺莞爾（青山警察署 巡査部長） - 中本賢
- 松倉岩夫（青山警察署 第四係係長） - 島津健太郎
- 佐々木広之（青山警察署 署長） - 阪田マサノブ
- 大曽根勉 - 山本龍二
- 香川新介 - 井上肇
- 竹本朝夫 - 阿邊龍之介
- 大曽根組組員 - 石田尚巳
- マル暴の刑事 - 川守田政人
- 政岡泰志、世志男、 光宣

##### 第7話
- 阿部マリア（ナース） - 遊井亮子
- 平岡正史（医師） - 夙川アトム
- サチコ（バー店員） - 北香那（二役）

##### 第8話
- 武藤剛士（悪役レスラー） - 武藤敬司
- 河野真幸、古口拓也、玉寄兼一郎

##### 第9話
- 富江（孝之介の育ての親） - 大方斐紗子
- 木戸孝之介（幼少期） - 桑折侑良
- 藤井佳代子

##### 最終話
- 金森吾郎（元・木戸組組員） - 小沢仁志
- 武田（金森の舎弟） - 國本鍾建
- 志賀（金森の舎弟） - 浜田大介

#### スタッフ（BSジャパン）
- 脚本 - 三浦駿斗、田中智章、青塚美穂、宮本武史
- 監督 - 青山貴洋、岡野宏信
- 音楽 - 栗本修
- 主題歌 - フラワーカンパニーズ「ピースフル」
- 音楽監督 - 遠藤浩二
- 技斗 - 深作覚
- ガンエフェクト - BIGSHOT
- TATTOO - H&M's
- 劇画 - ニイルセン
- 所作指導 - 日本ホテル教育センター
- 技術協力 - Kカンパニー
- ポスプロ - ヒューマックスシネマHACスタジオ
- ロケ協力 - 千葉県フィルムコミッション、館山日東バス
- 協力 - 館山リゾートホテル
- プロデューサー - 森田昇、浅野敦也、岩崎愛奈
- 製作 - BSジャパン、ドリマックス・テレビジョン

### 放送日程（BSジャパン）
| 話数   | 放送日   | サブタイトル                               | ラテ欄                                      | 脚本     | 演出     |
| ------ | -------- | ------------------------------------------ | ------------------------------------------- | -------- | -------- |
| 第1話  | 10月07日 | ワケあり支配人がやってきた!                | 爆笑 極道&カタギ大歓迎                      | 三浦駿斗 | 青山貴洋 |
| 第2話  | 10月14日 | 大物演歌歌手とワケありアイドル             | 暴走 アイドル服と機関銃                     | 三浦駿斗 | 青山貴洋 |
| 第3話  | 10月21日 | ワケあり家族が一家心中?!                   | 救え 悲惨家族と極道幽霊                     | 青塚美穂 | 岡野宏信 |
| 第4話  | 10月28日 | ワケあり若者集団VSヤクザ                   | 対決 イケメン詐欺VS極道                     | 田中智章 | 岡野宏信 |
| 第5話  | 11月04日 | 極道VS警察! ワケあり滞在記                 | 激笑 警察軍団VS凶悪極道                     | 宮本武史 | 岡野宏信 |
| 第6話  | 11月11日 | 大乱闘! ワケあり刑事の仁義なき戦い         | 爆笑…! 感動…! 仁義なき宴会                  | 宮本武史 | 岡野宏信 |
| 第7話  | 11月18日 | 血まみれナースのワケあり旅行               | 命を救う殺人ナースの恋…未練と愛と拳銃と     | 青塚美穂 | 岡野宏信 |
| 第8話  | 12月02日 | ワケありレスラーと料理人、涙の決断!        | 悪徳レスラー涙の異種格闘 男の意地かけた勝負 | 宮本武史 | 青山貴洋 |
| 第9話  | 12月09日 | 偏屈な小説家再び! ワケあり義母と涙の再会!? | 余命1カ月! 再び偏屈作業家育ての母と涙の再開 | 三浦駿斗 | 青山貴洋 |
| 最終話 | 12月16日 | ワケあり支配人、最後の大仕事!!             | 涙閉館!? 最強の敵現る! 感動のフィナーレ?    | 三浦駿斗 | 岡野宏信 |

| 放送期間                 | 放送時間           | 放送局         | 対象地域      | 備考            |
| ------------------------ | ------------------ | -------------- | ------------- | --------------- |
| 2017年10月7日 - 12月16日 | 土曜 21:00 - 21:54 | BSジャパン     | 日本全域      | BS放送 / 製作局 |
| 2018年4月2日 -           | 月曜 10:25 - 11:25 | 福島中央テレビ | 福島県        |                 |
| 2018年5月11日 -          | 金曜 13:00 - 14:55 | テレビ北海道   | 北海道        | 2話連続放送     |
| 2018年5月23日 - 7月25日  | 水曜 24:58 - 25:53 | IBC岩手放送    | 岩手県        |                 |
| 2018年6月15日 - 8月17日  | 金曜 16:00 - 16:54 | テレビせとうち | 岡山県/香川県 |                 |
| 2019年4月14日 - 6月30日  | 日曜 25:35 - 26:30 | TVQ九州放送    | 福岡県        |                 |

| BSジャパン 連続ドラマJ | BSジャパン 連続ドラマJ                               | BSジャパン 連続ドラマJ                 |
| 前番組                 | 番組名                                               | 次番組                                 |
| ---------------------- | ---------------------------------------------------- | -------------------------------------- |
| -                      | 浅田次郎 プリズンホテル （2017年10月7日 - 12月16日） | 命売ります （2018年1月13日 - 3月24日） |

## Vシネマ
1996年に発売。2005年にDVD化。支配人の息子で、元暴走族ヘッドの繁が主人公。
- 製作 - ケイエスエス
- 脚本 - 高田純
- 監督 - 福岡芳穂
- 出演 - 三上大和、広瀬仁美、哀川翔、島ひろ子、筒井真理子、河内恵理、吉永翼、織本順吉、古田新太、塚本耕司、平岩友美、菅田俊、下元史朗、古井栄一、土平友厚、古澤研二、小川真澄、永本絵里子、野口寛、右田晃、渡辺健、武田旬平、立川らく坊、畑謙介、奈々、矢口江束、松田勝、安岡力也、峰岸徹、ミッキー・カーチス

## 漫画
作画・田中つかさ。『リイドコミック』（リイド社）に連載され、同社のSPコミックスより全5巻が刊行された。原作の『秋』までの内容が描かれている。

## 舞台
- 日本テレビプロデュース「プリズンホテル」（1993年10月23日、青山円形劇場）
  - 「日本テレビ開局40周年記念 第7回青山演劇フェスティバル」での公演。
  - 構成・演出：鈴木勝秀
  - 出演：川原和久（劇団ショーマ）、 樋渡真司（自転車キンクリート）、西牟田恵、吉田朝、石橋祐、難波真奈美、藤本浩二
- 「プリズンホテル」〜あじさいホテルへようこそ〜（2008年3月16日 - 23日、三越劇場）
  - 脚本：小森名津
  - 演出：日名子雅彦
  - 出演：多岐川裕美、山口果林、根本りつ子、野沢聡、草薙良一ほか